# Australian Film, Television and Radio School
De Australian Film, Television and Radio School (AFTRS) is de nationale filmkunst- en omroepopleiding van Australië. De school is een overheidsorgaan (statutory authority) en lid van de Arts8, The Australian Roundtable for Arts Training and Excellence; een netwerk van scholen die gezamenlijk als doel hebben om de uitoefening van kunsten in Australië te bevorderen.

## Geschiedenis
De school is in 1972 opgericht om invulling te geven aan de overheidsstrategie om film, televisie- en radioproducties uit Australië te bevorderen en zo de Australische cultuur een groter aandeel te geven in die werkgebieden. De eerste twaalf studenten werden in 1973 toegelaten, waaronder Gillian Armstrong, Phillip Noyce en Chris Noonan die later internationaal succes hadden met hun producties.

## Campus
Oorspronkelijk was de school gevestigd in North Ryde, Sydney. In 2008 is de school verhuisd naar een nieuwe locatie, naast de Australische vestiging van Fox Studios, in het Entertainment Quarter in Moore Park, Sydney.
ATFRS is de enige film- en omroepschool ter wereld waar alle specialismen op één locatie zijn gevestigd. Op de campus zijn onder andere een grote bioscoop met een 5.1-kanaals geluidsinstallatie, een speciale theaterruimte voor het afmixen van surround sound, twee grootformaat film- en televisiestudios en radiostudios gevestigd. Daarnaast zijn er diverse ruimtes waarin bewerkingen als monteren, geluidsdubbing en DVD-mastering uitgevoerd kunnen worden.
Ook is de Jerzy Toeplitz Library op de campus gevestigd, waarin een collectie van 17.000 films op DVD, Blu-Ray en VHS zijn te vinden evenals 20.000 boeken en e-Books, 3.000 scenario's en alle films die ooit door ATFRS-studenten zijn gemaakt.

## Academy Awards-nominaties
Vier films van ATFRS-studenten zijn genomineerd voor de Academy Awards:
- Inja (2000) - geregisseerd door Steve Pasvolsky. Geproduceerd door Joanne Weatherstone.
- Birthday Boy (2003) - geregisseerd door Sejong Park. Geproduceerd door Andrew Gregory
- The Saviour - geregisseerd door Peter Templeman. Geproduceerd door Stuart Parkyn
- Emily (Student Academy Award, 2010) - geregisseerd door Ben Mathews. Geproduceerd door Simon Moore

Zes (voormalige) AFTRS-studenten wonnen Academy Awards:
- Jane Campion - Best Original Screenplay,'The Piano'
- Andrew Lesnie - Best Achievement in Cinematography,'The Lord of the Rings'
- Dion Beebe - Best Achievement in Cinematography,'Memoirs of a Geisha'
- Margaret Sixel - Best Film Editing, 'Mad Max: Fury Road'
- David White - Best Sound Editing, 'Mad Max: Fury Road'
- Peter Grace - Best Sound Mixing, 'Hacksaw Ridge'

Vijf (voormalige) AFTRS-studenten zijn genomineerd voor Academy Awards:
- Dion Beebe - Best Achievement in Cinematography,'Chicago'
- Jane Campion - Best Director, 'The Piano'
- Chris Noonan - Best Director, 'Babe'
- Pip Karmel - Best Editing, 'Shine'
- Tony McNamara - Best Original Screenplay, 'The Favourite'